# Marcos Júnior
Marcos Júnior, född 19 januari 1993 i Gama i Brasiliens federala distrikt är en brasiliansk fotbollsspelare.
Han vann skytteligan i J1 League 2019 med 15 gjorda mål på 33 matcher.